# Eduardo Backhoff Escudero
Eduardo Backhoff Escudero (Ensenada, Baja California; 22 de septiembre de 1951) es un psicólogo educativo, investigador y funcionario mexicano. Se desempeñó como presidente del Instituto Nacional para la Evaluación de la Educación de 2017 a 2018.

## Trayectoria
Reconocido por sus aportaciones al campo de las evaluaciones a gran escala. Su línea de investigación se ha centrado en torno al diseño y validación de pruebas psicológicas y educativas, así como en mecanismos para administrar estos exámenes por medios digitales. Ha desarrollado evaluaciones para diagnosticar problemas de aprendizaje en escolares de educación básica y para seleccionar a estudiantes de los niveles de educación media superior y superior .
Es autor y coautor de cerca de 85 artículos científicos, 120 artículos de divulgación, 30 capítulos y 25 libros en el ámbito educativo, así como de 30 manuales técnicos. Ha participado en más de 170 congresos nacionales y 55 internacionales. 
En mayo de 2013 fue nombrado por el Senado de la República consejero de la Junta de Gobierno del INEE; en abril de 2017, fue designado consejero presidente de la Junta de Gobierno del Instituto Nacional para la Evaluación de la Educación (INEE), asumiendo funciones a partir del 1° de mayo de mismo año.

## Biografía
Es originario de Ensenada, Baja California, México. Hijo de padre de origen alemán y nicaragüense, Hans Joseph Backhoff Urcuyo, y de madre mexicana, la esgrimista Eugenia Escudero. Estudio Psicología en la Universidad Nacional Autónoma de México, obtuvo la maestría en Educación en la Universidad de Washington, en Seattle, Estados Unidos. Fue profesor y coordinador de la maestría en Modificación de Conducta en la Facultad de Estudios Superiores Iztacala, de la Universidad Nacional Autónoma de México (UNAM). Posteriormente, regresó a Ensenada, donde trabajó en el Centro de Estudios Tecnológicos del Mar (SEP), capacitando a docentes en temas pedagógicos y abrió un centro de atención a niños con problemas de aprendizaje. En esa ciudad ejerció la profesión de Psicología clínica; en 1984 ingresó a la Facultad de Ciencias de la Universidad Autónoma de Baja California (UABC), para coordinar su Departamento Psicopedagógico e impartir un seminario sobre elaboración de tesis: posteriormente en 1988 se incorporó como maestro de tiempo completo en la UABC para fortalecer la Especialidad en Docencia, programa dirigido a profesores universitarios para capacitarlos en temas pedagógicos; en 1990 el Consejo Universitario de la UABC aprobó su proyecto para la creación del Instituto de Investigación y Desarrollo Educativo (IIDE).
Ha trabajado en el diseño de instrumentos de respuesta construida, cognitivos y no cognitivos; ha desarrollado software especializado para generar, administrar y calificar exámenes por medios computarizados; ha evaluado la calidad de la educación en México, con base en estudios nacionales (Excale) e internacionales (Informe del Programa Internacional para la Evaluación de Estudiantes o Informe PISA y la Encuesta Internacional sobre la Enseñanza y el Aprendizaje -TALIS-); ha estudiado el fenómeno de la “deseabilidad social” y los “estilos de respuesta”, inherentes a los instrumentos autoadministrados; ha investigado el fenómeno de “inflación de resultados” de las evaluaciones de alto impacto; y, recientemente, se ha interesado en estudiar las tendencias de aprendizaje en México.

## Publicaciones recientes

### Libros
- Backhoff, E. y Gutiérrez-Espíndola, J.L. (en imprenta). La reforma educativa: un texto para docentes. México: Limusa.
- Backhoff, E., Vázquez, R., Caballero, J., Baroja, J.L. (en imprenta). México en el proyecto TALIS-PISA: Un estudio exploratorio. Importancia de las escuelas, directores, docentes y estudiantes en el aprendizaje de las matemáticas. Serie: cuadernos de investigación México: INEE.
- Backhoff, E., Contreras-Roldán, S., Vázquez, R., Caballero, J., Rodríguez, G., y Guevara, G.P. (en imprenta). Cambios y tendencias del aprendizaje en México: 2000-2015. Serie: cuadernos de investigación. México: INEE.
- Backhoff, E. y Guevara-Niebla, G. (Coor.) (2017). La educación obligatoria en México: informe 2017. México: INEE.
- Backhoff, E., Solano-Flores, G., Contreras-Niño, L.A., Vázquez-Muñoz, M. y Sánchez-Moguel, A. (2015). ¿Son adecuadas las traducciones para evaluar los aprendizajes de los estudiantes indígenas? Un estudio con preescolares mayas. México: INEE.
- Guevara-Niebla, G. y Backhoff, E. (Coor.) (2015). Las Transformaciones del Sistema Educativo en México, 2013-2018. México: Fondo de Cultura Económica/INEE.

### Capítulos de libros
- Backhoff, E. (2016). Publicaciones científicas por Internet: reflexiones para América Latina. En Producción de conocimiento y procesos de internacionalización en México y otros países de América (111-130). México: Editorial Universitaria.
- Sánchez, C. y Backhoff, E. (2016). Generación Automática de Ítems: antecedentes teóricos. En Contribuciones a la evaluación educativa desde la formación doctoral (108-130). México: Editorial Universitaria.
- Backhoff, E. (2015). La evaluación de alumnos y docentes en el marco de la Reforma Educativa. En: Las Transformaciones del Sistema Educativo en México (2013-2018). México: Fondo de Cultura Económica/Instituto Nacional para la Evaluación de la Educación.
- Backhoff, E. (2013). Validity in International Large Scale Assessment Applications in Developing Countries: Thoughts for developing countries. En Validity and Test Use An International Dialogue on Educational Assessment, Accountability and Equity. USA: Emerald.
- Solano -Flores, G., Contreras-Niño, L. y Backhoff, E. (2013). The Measurement of Error in PISA-2006 Translated Items: An Application of the Theory of Test Translation Error (71-85). En Research in the context of the Programme for International Student Assessment. USA: Springer Verlag.
- Backhoff, E., Bouzas, A. y Larrazolo, N. (2012). Variables escolares y resultados de aprendizaje: el caso del tercer grado de secundaria en México. En Elogio a la Pedagogía Científica: Un “Liber Amicorum” para Arturo de la Orden Hoz (395-412). Madrid: Creapress Servicios Integrales, S.L.
- Backhoff, E. (2012). Los retos que enfrentó el INEE para evaluar el logro educativo del Sistema Educativo Nacional. En Instituto Nacional para la Evaluación de la Educación: Una década de evaluación 2002 – 2012 (56-59). México: INEE.